# 환경윤리학

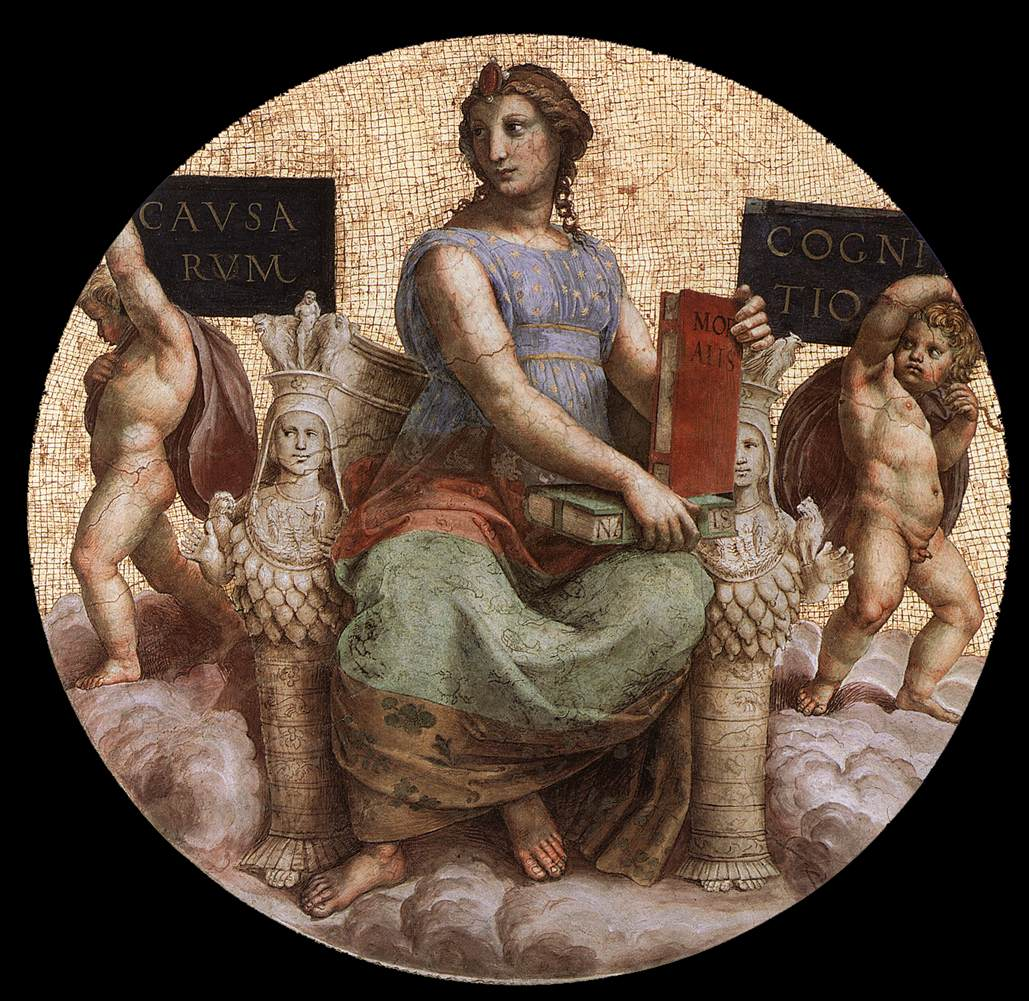

환경 윤리학(環境倫理學, Environmental ethics)는 환경문제가 과학기술에 국한된 문제가 아니라 윤리학을 포함한 모든 학문의 관심 대상이 되어야 한다는 전제에서 출발한 분야이다.

## 개요
인간의 활동으로 비롯된 환경문제를 해결할 수 있는 대안을 모색하기 위해 환경윤리가 출현했다. 환경오염, 지구 온난화, 생태계 파괴 등의 문제를 과학기술에 의존해서 해결할 수 있다고 생각하는 것은 위험하다라고 보며 추상적인 윤리 이론에 의존해서 환경문제를 해결할 수 있다고 보는 것도 어리석다라고 보는 학문이다. 요컨대 윤리학 없는 과학이나 과학 없는 윤리학으로 환경문제가 해결될 수 없다는 것이다.
환경윤리는 자연 세계에 대한 인간의 행동은 도덕적 규범에 의해 지배될 수 있다고 가정하고, 인간과 자연환경의 도덕적 관계에 대해 체계적이고 포괄적인 설명을 시도한다. 따라서 환경윤리는 법학, 사회학, 경제학, 생태학, 지리학, 신학 등 다양한 학문과 관련된다.
```
《이론 정립 》
```

- 미국의 생태학자인 알도 레오폴드(1887~1948)가 죽은 뒤 1949년 출간된 『모래 마을의 달력A Sand County Almance』은 환경윤리를 다룬 고전으로 손꼽힌다. 이 책의 핵심은 「대지윤리Land Ethic」라는 논문인데, 생태 중심 윤리에 대한 최초의 저술로 평가된다. 이 글에서 레오폴드는 생태학적 위기의 뿌리는 철학적인 것이라고 주장하고, 인간은 자연에 대해 도덕적 고려를 확대해야 한다고 제안했다.

- 1962년 미국 생물학자인 레이첼 카슨(1907~1964)은 『침묵의 봄Silent Spring에서 살충제 남용이 결국 생태계의 파괴를 초래하여 봄이 와도 종달새의 노랫소리를 들을 수 없는 재앙이 닥쳐오고 있음을 경고하여 환경문제에 대한 일반 대중의 경각심을 불러일으키는 계기가 되었다.

- 미국의 기술학자인 린 화이트(1907~1987)는 1967년 3월에 발표한 「생태 위기의 역사적 기원The Historical Root of our Ecological Crisis」에서, 『성경』에서 나타나는 자연에 대한 인간 중심적 세계관이 환경 위기의 기원이라고 주장했다.

미국 생태학자인 개럿 하딘(1915~2003)은 1968년 12월 발표한 「공유지의 비극The Tragedy of the Commons」에서 환경을 보존하기 어려운 까닭은 비극적인 딜레마가 발생하기 때문이라고 설명했다.

## 환경 철학
많은 철학자들이 전통적인 환경윤리 이론으로는 환경문제에 대응할 수 없다고 생각하고 윤리적인 것뿐만 아니라 형이상학, 인식론, 정치철학까지 아우르는 시도를 함에 따라 환경윤리학은 환경철학(environmental philosophy)으로 확대되었다. 급진적인 환경철학에는 근본생태주의, 사회생태주의, 생태여성주의가 포함된다.
- 근본생태주의(deep ecology)

1973년 노르웨이 철학자인 아르네 네스(1912~2009)가 제창했으며, 환경 위기를 해결하기 위해서는 개인적 및 사회적 관행을 바꾸는 정도로는 부족하므로 세계관을 근본적으로 바꾸어야 한다고 주장.
- 사회생태주의(social ecology)

1960년대부터 미국 사회철학자인 머레 북친(1921~2006)이 이론을 체계화했으며, 환경 파괴의 근원이 사회적 요인에 있다고 전제하고 생태 위기를 이해하기 위해서는 사회 안에 존재하는 지배와 억압의 유형을 분석해야 한다고 주장.
- 생태여성주의(ecofeminism)

1974년 프랑스 페미니스트인 프랑수아드본느(1920~2005)가 창시했으며, 자연 파괴의 원인이 남성 중심적인 사회제도에 있다고 주장.
또한 1975년 오스트레일리아의 철학자인 피터 싱어(1946~)가 펴낸 『동물 해방론Animal Liberation』이 계기가 되어 모든 동물이 존중받을 권리가 있다는 사회운동이 일어났다.

## 같이 보기
- 아나르코원시주의
- 생명윤리학
- 보전운동
- 생태주의
- 생태경제학
- 환경 운동
- 환경 인종차별
- 환경 회의주의
- 한스 요나스
- 자연보전
- 테라포밍
- 비거니즘

## 참고 문헌
- 이인식 (2008). 《지식의 대융합》. 고즈윈.